# Gustav Soyter
Gustav Soyter (* 30. Januar 1883 in München; † 7. Mai 1965 ebenda) war ein deutscher Byzantinist und Neogräzist.

## Leben
Von 1902 bis 1907 studierte er Klassische Philologie, byzantinisch-neugriechische Philologie, Klassische Archäologie, Geschichte, deutsche Philologie und Philosophie an der Universität München. Während des Studiums wurde er Mitglied des Philologisch-Historischen Vereins München im Naumburger Kartellverband. Nach der Promotion 1911 zum Dr. phil. an der Universität München (Untersuchungen zu den neugriechischen Sprachkomödien Babylonia von D. K. Byzantios und Korakistika von K. J. Rhizos) und der Habilitation 1921 für Mittel- und Neugriechische Philologie an der Universität Würzburg (Das volkstümliche Distichon bei den Neugriechen. Ein Beitrag zur Kenntnis der neugriechischen Volksdichtung) war er dort von 1921 bis 1927 Privatdozent für Mittel- und Neugriechische Philologie. Von 1927 bis 1936 war er nichtplanmäßiger außerordentlicher Professor für Mittel- und Neugriechische Philologie an der Universität Würzburg. Von 1936 bis 1945 war er außerordentlicher Professor für Byzantinische und Neugriechische Philologie an der Philologisch-Historischen Abteilung der Philosophischen Fakultät der Universität Leipzig. Seit 1950 war er Lehrbeauftragter an der Universität Erlangen.

## Schriften (Auswahl)
- Byzantinische Dichtung, eine Auswahl aus gelehrter und volkstümlicher Dichtung vom 4. bis 15. Jahrhundert, griechisch und deutsch im Versmass der Urtexte. Athen 1938, OCLC 3849853.
- Byzanz und Neugriechenland. Bonn 1941, OCLC 32949669.
- Grammatik und Lesebuch der neugriechischen Volks- und Schriftsprache. Harrossowitz, Leipzig 1944; 6., revidierte Auflage Wiesbaden 1963, Nachdruck Wiesbaden 1978, ISBN 3-447-00886-5.
- Griechischer Humor, von Homers Zeiten bis heute. Kulturgeschichtlich interessante Texte aus drei Jahrtausenden. Berlin 1961, OCLC 974177752.